# Протесты в Чехии (2019)
Протесты в Чехии (2019) — протесты, обращённые к представителям государственной власти в Чехии, прошедшие в 2019 году.

## Причины
В начале апреля 2019 года, в СМИ появилась информация о планирующихся перестановках в правительстве Чехии. По информации СМИ, в отставку собрался министр транспорта Дан Тёк, в отставку планировали отправить министра промышленности и торговли Марту Новакову и министра юстиции Яна Кнежинка. 17 апреля 2019 года, прокуратура заявила о передаче дела «Гнездо аиста», в котором в качестве обвиняемого фигурировал действующий премьер-министр Андрей Бабиш. На следующий день, 18 апреля министр юстиции Чехии Ян Кнежинек заявил о том, что 30 апреля уйдёт в отставку. Причину своего решения, он назвал реакцией на спекуляции со стороны СМИ о его уходе и о том, что она должна его заменить Мария Бенешева. Вскоре, данная информация подтвердилась, премьер-министр Андрей Бабиш, объявил что новым министром юстиции станет Мария Бенешева, которая по информации СМИ могла повлиять на ход уголовного дела против Бабиша, в его пользу. Ассоциация «Миллион мгновений», которая вела общественную кампанию Миллион мгновений для демократии, объявила о проведении митинга «Юстиция! Мы не слепые! Не сидите дома! Марш за независимость юстиции» (чеш. Justice! Nejsme slepí! Neseďte doma! Pochod za nezávislost justice), который впоследствии перерос в серию митингов и протестов по всей стране.

## Протесты
За 2019 год ассоциация Миллион мгновений провела 13 акций протеста по всей территории Чехии.
1. «Юстиция! Мы не слепые! Не сидите дома! Марш за независимость юстиции.» (чеш. Justice! Nejsme slepí! Neseďte doma! Pochod za nezávislost justice). Дата — 29 апреля 2019 года. Место — Прага, Староместская площадь.
2. «Юстиция! Идём снова! Выступаем за независимость юстиции!» (чеш. Justice! Jdeme znovu! Postavme se za nezávislost justice!). Дата — 6 мая 2019 года. Место — Прага, Староместская площадь.Протест 6 мая 2019 года на Староместской площади
3. «Юстиция! В самом деле хотим отставки! Требуем отставки Марии Бенешовой!» (чеш. Justice! Opravdu chceme demisi! Požadujeme demisi Marie Benešové!). Дата — 13 мая 2019 года. Место — Прага,Староместская площадь и 130 городов по всей Чехии.
4. «Все на Вацлавак — Отставка! Пришёл час выписать правительству счёт» (чеш. Všichni na Václavák – Demisi! Je čas vystavit vládě účet). Дата — 21 мая 2019 года. Место — Прага, Вацлавская площадь. Количество участников — по подсчётам организаторов 50 тысяч человек[6].Протест на Вацлавской площади, 21 мая 2019 года
5. «С нас хватит! Мы хотим отставки!» (чеш. Máme toho dost! Chceme demisi!). Дата — 28 мая 2019 года. Место — 240 городов по всей Чехии, за исключением Праги.
6. «С нас хватит! Мы хотим отставки!» (чеш. Máme toho dost! Chceme demisi!). Дата — 4 июня 2019 года. Место — Прага, Вацлавская площадь. Количество участников — по подсчётам организаторов 120 тысяч человек[7].Протест на Вацлавской площади, 4 июня 2019 год
7. «Мы хотим отставки! + Зовём на Летну» (чеш. Chceme demisi! + Zveme na Letnou). Дата — 11 июня 2019 года. Место — 300 городов по всей Чехии, за исключением Праги.
8. Это зависит от нас! (чеш. Je to na nás!). Дата — 23 июня 2019 года. Место — Летенское поле, Прага. Количество участников — более 250 тысяч человек[8][9][10].Протест на Летенском поле, Прага, 23 июня 2019 год
9. «Шаги для демократии» (чеш. Kroky pro demokracii). Дата — 28 сентября 2019 года. Место — 160 мест по всей Чехии.
10. «Летна 2 — снова за демократию» (чеш. Letná 2 – znovu za demokracii!). Дата — 16 ноября 2019 года. Место — Летенское поле, Прага. Количество участников — более 250 тысяч человек[11][12][13].
11. «Отставка Андрея Бабиша!» (чеш. Demisí Andreje Babiše!). Дата — 10 декабря 2019 года. Место — Вацлавская площадь. Количество участников — от 35 до 80 тысяч человек.
12. «Отставка! Конец правления одной сороки!» (чеш. Demisi! Konec vlády jedné straky). Дата — 16 декабря 2019 года. Место — 220 городов по всей Чехии.
13. «Будущее без Бабиша!» (чеш. Budoucnost bez Babiše!). Дата — 17 декабря 2019 года. Место — Прага, Вацлавская площадь[14].

## Реакция
На прошедшие протесты было множество реакций со стороны представителей государственной власти. Среди них, реакция премьер-министра Андрея Бабиша, заявивший что «чехи неблагодарны».
Президент Милош Земан же заявил, что массовые протесты против Андрея Бабиша не имеют смысла.

## Результаты
Протесты к существенным политическим изменениям не привели. Премьер-министр Андрей Бабиш остался на своём посту. Уголовное дело против него было закрыто.
Ассоциация Миллион мгновений призвала оппозиционные демократические партии к объединению и формированию избирательных коалиций на выборах, в том числе и на близжайших выборах в нижнюю палату парламента. Первый тест коалиций произошёл на региональных выборах осенью 2020 года, затем произошло создание двух коалиций «Вместе» (ODS, TOP 09, KDU-ČSL) и «Пираты и Старосты», которые смогли собрать большинство в нижней палате после выборов и сформировать новое правительтво.